# Chronique d'un scandale
Pour la musique originale, voir Notes on a Scandal (bande originale).
Pour plus de détails, voir Fiche technique et Distribution.
Chronique d'un scandale (Notes on a Scandal) est un film britannique réalisé par Richard Eyre, sorti en 2006.
Il est adapté du roman éponyme de Zoë Heller.

## Synopsis
Barbara Covett est une enseignante d'histoire proche de la retraite. Depuis sa plus tendre enfance, elle n'a jamais su aimer qui que ce soit, ce qui l'a plongée dans une solitude de plus en plus pesante.
L'arrivée à l'école d'une nouvelle professeure d'art, Sheba Hart, va bouleverser sa vie. Lorsque Barbara découvre que sa nouvelle amie a une liaison avec un élève mineur, elle saisit cette occasion inespérée. Elle promet à Sheba de se taire en pensant qu'en échange elle obtiendra ce qu'elle désire plus que tout : l'amour de la jeune femme,.

## Fiche technique
- Titre original : Notes on a Scandal
- Titre français : Chronique d'un scandale
- Réalisation : Richard Eyre
- Scénario : Patrick Marber, d'après le roman de Zoe Heller
- Direction artistique : Grant Armstrong et Mark Raggett
- Décors : Tim Hatley
- Costumes : Tim Hatley
- Photographie : Chris Menges
- Montage : John Bloom et Antonia Van Drimmelen
- Musique : Philip Glass
- Production : Robert Fox, Andrew MacDonald, Allon Reich et Scott Rudin ; Redmond Morris (exécutif)
- Sociétés de production : BBC Films, DNA Films et UK Film Council (Royaume-Uni) ; Scott Rudin Productions (États-Unis)
- Société de distribution : 20th Century Fox
- Pays d'origine :  Royaume-Uni
- Langue originale : anglais
- Genre : drame
- Durée : 92 minutes
- Date de sortie :
  -  États-Unis : 25 décembre 2006 (en avant première)
  -  France : 28 février 2007

## Distribution
- Judi Dench (VF : Évelyn Séléna) : Barbara Covett
- Cate Blanchett (VF : Danièle Douet) : Sheba Hart
- Bill Nighy (VF : Georges Claisse) : Richard Hart
- Andrew Simpson (VF : Donald Reignoux) : Steven Connelly
- Juno Temple (VF : Jessica Monceau) : Polly Hart
- Phillip Scott : Pete
- Joanna Scanlan : Sue Hodge
- Alice Bird : Saskia
- Syreeta Kumar : Gita
- Philip Davis (VF : Hervé Jolly) : Brian Bangs
- Michael Maloney (VF : Guy Chapellier) : Sandy Pabblem
- Jeff Lipman : l'officier de police
- Anne-Marie Duff : Annabelle

## Box-office
| Date             | Recette     | Cumul        |
| ---------------- | ----------- | ------------ |
| 5 au 7 janvier   | 1 125 281 $ | 2 056 476 $  |
| 26 au 28 janvier | 2 561 053 $ | 27 226 241 $ |
| 2 au 4 février   | 1 750 593 $ | 11 748 839 $ |